# Billy Budd
Billy Budd är en brittisk film från 1962 i regi av Peter Ustinov. Filmen är baserad på Herman Melvilles roman från 1924 med samma titel.
Filmen skildrar en ung sjöman som oskyldig anklagas för myteri och slutligen avrättas, trots att han kapten är medveten om att han troligen är oskyldig.

## Rollista
| Terence Stamp  | – Billy Budd         |
| Robert Ryan    | – John Claggart      |
| Peter Ustinov  | – Edwin Fairfax Vere |
| Melvyn Douglas | – The Dansker        |
| Paul Rogers    | – Philip Seymour     |
| John Neville   | – Julian Radcliffe   |
| David McCallum | – Steven Wyatt       |
| Ray McAnally   | – William O'Daniel   |
| Robert Brown   | – Arnold Talbot      |

## Om filmen
Filmens regissör, Peter Ustinov, hade till en början väldigt svårt få tag i en skådespelare lämplig att spela Billy. Slutligen provspelade den då okände Terence Stamp, som enbart gjort en del teaterroller på mindre scener i London. Ustinov lät Stamp göra scenen där han oskyldig anklagas och uppmanade honom att till varje pris hålla masken. Stamp har själv uppgett att han vid tillfället tänkte på de tillfällen då han fått stryk i skolan och på det viset uppträdde han med en återhållsamhet som imponerade på Ustinov. [källa behövs]